# إبراهيم بيتشاكشيو
إبراهيم عاكف بيتشاكشيو (المعروف أيضًا باسم إبراهيم بيتشاكو) (10 سبتمبر 1905 – 4 يناير 1977) كان مالكًا للأراضي الألبانية ومتعاونًا مع دول المحور، ورئيس اللجنة التنفيذية المؤقتة من 14 سبتمبر إلى 24 أكتوبر 1943، ورئيس وزراء ألبانيا من 6 سبتمبر إلى 26 أكتوبر 1944 أثناء الاحتلال النازي.